# Typisk Tårnby
Typisk Tårnby er Humleriddernes tredje album, som blev udgivet den 27. oktober 1999.

## Trackliste
1. "Vennerne Ga'"
2. "Hyggehæren"
3. "Falsk Positivitet"
4. "Så Meget Jeg Ku' Sig'"
5. "Et Spørgsmål Om Tid"
6. "Enpoetpåepo"
7. "Ledestjernen"
8. "Lyder Lækkert Efter Øl"
9. "Gammel"
10. "Grim I Dag"